# Hedwigschwestern
Die Hedwigschwestern, voller Name Kongregation der Hedwigschwestern von der allerreinsten und unbefleckt empfangenen Jungfrau und Gottesmutter Maria und vom III. Orden des hl. Augustinus CSSH, sind ein katholischer Frauenorden, der sich besonders der Kinder- und Jugendfürsorge widmet.

## Geschichte
Die Kongregation wurde von dem Breslauer Domherrn Robert Spiske am 14. Juni 1859 gegründet. Vorläufer des Ordens war eine 1847 gegründete Frauengemeinschaft, die sich der Betreuung von Kindern widmete, die in der Zeit der Industrialisierung Mitte des 19. Jahrhunderts von Armut und Verwahrlosung betroffen waren. Die Gemeinschaft orientierte sich am Vorbild der Patronin Schlesiens, der heiligen Hedwig von Andechs, um „durch ihre Lebensordnung und durch ihren Dienst das Gebot der Gottes- und tätigen Nächstenliebe“ zu erfüllen.
Die ersten vier Schwestern legten vor Robert Spiske ihre Profess nach der Lebensordnung der Kongregation der Hedwigsschwestern ab. Für den Habit wählte Spiske einen blauen Schleier als Hinweis auf das fünf Jahre zuvor verkündete Dogma der Unbefleckten Empfängnis Mariens. Nach dem bereits im Jahr vor der eigentlichen Ordensgründung eröffneten ersten Kinderheim in Breslau gründeten die Hedwigschwestern 1864 die zugehörige Schule.
Die endgültige Anerkennung als Kongregation päpstlichen Rechts durch Papst Pius XI. erfolgte am 12. Januar 1931. Mit der Vertreibung der Generaloberin und aller deutschen Schwestern nach dem Ende des Zweiten Weltkriegs musste ein neues Mutterhaus errichtet werden. In Berlin fanden die vertriebenen Schwestern eine neue Wirkungsstätte. 1948 wurde das Heim Sancta Maria für Waisen, vernachlässigte und Flüchtlingskinder in Berlin-Wannsee gegründet, wo auch das Mutterhaus des Ordens entstand. Gegen eine Berliner Hedwigschwester wurde ein Vorwurf des sexuellen Missbrauchs erhoben. Eine ehemalige Bewohnerin des Kinderheims der Hedwigschwestern berichtete, sie sei in den 1950er und 1960er Jahren von einer Nonne über Jahre hinweg missbraucht worden.
Am 25. März 1959 schloss sich die Kongregation dem Augustinerorden an, dessen Regel die Grundlage ihres gemeinsamen Lebens ist. Niederlassungen der Hedwigschwestern existieren heute in Deutschland, Österreich, Polen, Weißrussland und Tschechien. Das Kloster Dalum bei Odense, ihre letzte dänische Niederlassung, schlossen die Hedwigschwestern 2022. In Dänemark waren sie seit 1906 tätig, dort lebten zeitweise bis zu 114 Schwestern.
Generaloberin ist seit 2017 Schwester Simone Nocon.

## Aufgaben
Die Hedwigschwestern sehen ihre Aufgabe im Lob Gottes und der sozialen Arbeit. Schwerpunkt ist bis heute die Betreuung und Förderung von Kindern und Jugendlichen mit Beeinträchtigungen der sozialen, emotionalen oder kognitiven Entwicklung. Hinzu kommt die Pflege und Betreuung alter Menschen.

## Generaloberinnen
- Augustina von Doualliers, 1888–1894
- Felizitas Salutz, 1894–1914
- Ludgardis Slowik, 1914–1920
- Margareta Fleischer, 1920–1938
- Augustina Schmidt, 1938–1969
- Michaela Andörfer, 1969–2005
- Vincentia Weide, 2005–2017
- Simone Nocon, seit 2017